# Karl-Heinz Braun
Karl-Heinz Braun, né le 16 avril 1964 à Eupen est un homme politique belge germanophone, membre du parti Ecolo.
Il est informaticien et ingénieur (ULg).
De 2002 à 2006 secrétaire local Ecolo à Lontzen. 

## Fonctions politiques
- 2006-2009 : conseiller provincial province de Liège
- 2006-2009 : membre du conseil Euregio Meuse-Rhin
- 2009-2014 : membre du parlement germanophone.